# Ben Hallock
Benjamin "Ben" Hallock (/ˈhælɒk/; Santa Bárbara, 22 de novembro de 1997) é um jogador de polo aquático estadunidense.

## Carreira
Hallock jogou pólo aquático universitário pelo Stanford Cardinal, vencendo o Campeonato Masculino de Pólo Aquático da NCAA. Hallock, que joga na posição de centroavante, também joga pelo Clube Italiano de Pólo Aquático Pro Recco, onde ganhou 2 títulos consecutivos da Liga dos Campeões como um dos principais jogadores do clube.
Hallock integrou a Seleção Estadunidense de Polo Aquático que ficou em décimo lugar nos Jogos Olímpicos de 2016. Nos Jogos Olímpicos de Verão de 2024, em Paris, conquistou a medalha de bronze no torneio masculino do polo aquático, após vencer confronto contra a equipe húngara por 11–8 na disputa pelo terceiro lugar.